# Annelise Cobergerová
Annelise Cobergerová (nepřechýleně Annelise Coberger, * 16. září 1971, Christchurch) je novozélandská lyžařka, která ve slalomu vybojovala stříbro na Zimních olympijských hrách 1992 v Albertville. Cobergerová je první Novozélanďankou a vůbec první ženou z Jižní hemisféry, která získala medaili na zimních olympijských hrách.

## Život
Cobergerová má skotské, německé, ruské a norské předky. Lyžovat začala v 11 letech a v 15 letech se přesunula do Spojených států amerických v rámci programu vyhledávání a rozvoje talentů. Pod vedením trenéra Roberta Zallmana její kariéra začala stoupat.
Nejenže jako první Novozélanďanka vyhrála závod Evropského poháru, v letech 1991 a 1992 vyhrála ve slalomu celý seriál.
Přesto na začátku sezony 1991/92 neměla žádného sponzora a musela si hradit náklady sama.
Ve světovém poháru vyhrála jediný závod, slalom v Hinterstoderu v lednu 1992. Díky tomu se stala jednou z hvězd své země a dokonce přiměla novozélandskou televizi, aby zařadila do svého programu přímý přenos slalomu z olympijských her v Albertville. Na sjezdovce v Méribelu byla Cobergerová po opatrnějším výkonu v prvním kole slalomu až na osmém místě, ale po agresivní druhé jízdě, které předcházelo tříhodinové čekání, se posunula na stříbrný stupínek a dosáhla na historické stříbro. O necelou půlsekundu ji porazila Rakušanka Petra Kronbergerová, třetí skončila Bianca Fernándezová Ochoaová ze Španělska.
Výbornou jízdu na mistrovství světa v roce 1993 pokazila až v samotném závěru, kdy už na dohled od cíle minula branku a byla diskvalifikována. Sezonu 1992/93 zakončila na druhém místě ve světovém poháru slalomářek. Na svých druhých a posledních olympijských hrách v Lillehammeru v roce 1994 vypadla v prvním kole slalomu.
V roce 1995 ukončila kariéru a stala se policistkou. Žije v Christchurchi s manželem Sonnym Taitem a dcerami Zoe a Zarou.
V roce 2003 byla uvedena do Novozélandské sportovní síně slávy.